# Żory (stacja kolejowa)
Żory – stacja kolejowa w Żorach (na Kleszczówce), w województwie śląskim.

## Ruch pasażerski
| Rok  | Wymiana pasażerska na dobę |
| ---- | -------------------------- |
| 2017 | 50-99                      |
| 2022 | 150-199                    |

## Historia
Pierwszy pociąg do Żor przyjechał 1 lipca 1884 o godzinie 17 – był to tzw. próbny przejazd. Gdy wjeżdżał, donośnie grała orkiestra a lokomotywa była przystrojona flagami. W pociągu przyjechali urzędnicy, a także osoby pracujące przy budowie kolei. Stacja kolejowa została jednak otwarta dwa miesiące później, to jest 1 września 1884. Zbudowano ją na linii kolejowej z Orzesza do Żor (później przedłużonej do Wodzisławia Śląskiego). Dziennie na trasie kursowały trzy pociągi: pocztowy, osobowy i towarowy. Od 21 listopada 1936 stała się stacją węzłową po tym jak znalazła się na linii kolejowej z Rybnika do Żor (dwa lata później przedłużonej do Pszczyny). W tym czasie budynek dworca został przebudowany. Przy kolei w tym okresie działały liczne organizacje społeczne i zawodowe. Jedną z nich było Koło Rodziny Kolejowej w Żorach, które udzielało dużej pomocy VI Drużynie Harcerskiej. Z chwilą wybuchu II wojny światowej żorski dworzec i linię kolejową w kierunku Kleszczowa broniła 3 kompania Obrony Narodowej. W czasie działań wojennych zabudowania kolejowe i tory uległy zniszczeniom. Linię kolejową z Żor do Katowic przez Orzesze uruchomiono 12 lipca 1945 roku. Odremontowano też urządzenia ruchowe na stacji i zabudowania dworcowe. W latach 90. XX wieku zmniejszono liczbę połączeń kolejowych obsługiwanych przez żorską stację. W 2001 roku zamknięto linię Orzesze – Żory – Pawłowice przez co znaczenie stacji spadło. Kasa biletowa została zlikwidowana 28 października 2009. Następnie budynek dworca zamknięto. Od począku 2015 roku rozpoczął się proces przejęcia dworca przez Urząd Miasta Żory.
Po przejęciu dworca przez miasto Żory i przeprowadzeniu remontu w 2022 roku dworzec został ponownie otwarty dla podróżnych.

## Plany
PKP Polskie Linie Kolejowe planują montaż urządzeń dynamicznej informacji pasażerskiej pomiędzy Żorami a Rybnikiem. System ten ma obejmować nagłośnienie, system informacji wizualnej oraz monitoring peronów. Przy okazji planuje się wyposażyć w podobne urządzenia poczekalnię dworca należącą obecnie do miasta.